# Pulau Jemaja
Pulau Jemaja är en ö i Indonesien.   Den ligger i provinsen Kepulauan Riau, i den nordvästra delen av landet, 1 000 km norr om huvudstaden Jakarta. Arean är 212 kvadratkilometer.
Terrängen på Pulau Jemaja är lite kuperad. Öns högsta punkt är 449 meter över havet. Den sträcker sig 27,7 kilometer i nord-sydlig riktning, och 19,6 kilometer i öst-västlig riktning.